# 日比谷シティ
日比谷シティ（ひびやシティ）は、東京都千代田区内幸町にあるショッピングモールやオフィスビル群からなる再開発地区である。

## 概要
1973年（昭和48年）7月末限りで「NHK放送センター」となって渋谷区神南に移転したNHK東京放送会館の跡地に、1981年（昭和56年）11月10日に開業。
富国生命ビル、日比谷国際ビル、日本プレスセンタービルで構成されている。
ショッピングモールはこれら3つのビルにまたがる地下街となっている。
かつては冬季になるとニューヨークのロックフェラーセンターのようなスケートリンクが「日比谷シティ広場」に出現、都内では珍しくビル街にスケートリンクがあった。現在このリンクはやはり冬季に日比谷シティフットサルとして利用されている。また、広場は各種のイベントに対応可能。

## 主な入居テナント

### 企業

#### 富国生命ビル
- 富国生命本社
- 財務会計基準機構

#### 日比谷国際ビル
- JFEホールディングス本社
  - JFEスチール本社（旧川崎製鉄本社）
- 東京電力リニューアブルパワー本社
- 太陽石油本社

### 店舗

#### 富国生命ビル
- Theダイソービズ
- ファミリーマート内幸町富国生命ビル店
- とんかつ和幸

#### 日比谷国際ビル
- スターバックス
- 寿し屋の勘八
- 素材屋
- とりかく
- フレンド四季
- 万世パーコーメン
- むつ新
- 和伊の介
- 日比谷花壇